# 大橋美和子
大橋 美和子（おおはし みわこ、現姓：安藤、1960年10月31日 - ）は、日本の元フィギュアスケート選手（女子シングル）。フィギュアスケート審判員。パティネ商会監査役。父はフィギュアスケート選手の大橋和夫。東京都出身。慶應義塾大学卒業。

## 経歴
3歳のころから大川久美子コーチにつきスケートを始める。10歳のとき、1970年の第39回ジュニア選手権で優勝（2位は渡辺しのぶ、3位は上野ひろみ）。10歳での優勝は、本大会での最年少優勝である。1972年、第41回全日本選手権で2位に入る。12歳での2位入賞は、稲田悦子以来の小学生での入賞者となった。以降、1974年まで同選手権で3年連続で2位に入り、の渡部絵美を抜くことは叶わなかった。
1973年、第16回全日本フリースケーティング競技大会で、渡部絵美を破って優勝した。
アマチュア引退後は、国際審判員として国内、国際大会で審判を担当している（2007年全日本選手権男子シングル・アイスダンス、2008年NHK杯男子シングル、2010年JGPブラショフ杯女子シングルなど）。

## 主な戦績
| 大会/年                            | 1970-71 | 1971-72 | 1972-73 | 1973-74 | 1974-75 |
| ---------------------------------- | ------- | ------- | ------- | ------- | ------- |
| 全日本選手権                       |         |         | 2       | 2       | 2       |
| 全日本フリースケーティング競技大会 |         | 2       | 1       | 3       |         |
| 全日本Jr.選手権                    | 1       |         |         |         |         |